# Diocèse de Palangkaraya
Le diocèse de Palangkaraya (en latin : Dioecesis Palangkaraiensis) est une Église particulière de l'Église catholique en Indonésie, dont le siège est à Palangkaraya, la capitale de la province de Kalimantan central.

## Histoire
Le diocèse de Palangkaraya est érigé le 5 avril 1993 par détachement du diocèse de Banjarmasin.
En janvier 2003, Le diocèse de Palangkaraya change de province ecclésiastique et devient suffragant de l'archidiocèse de Samarinda alors qu'il était auparavant suffragant de l'archidiocèse de Pontianak.

## Organisation
Le diocèse compte 19 paroisses dont la cathédrale Sainte-Marie de Palangkaraya.
Le territoire du diocèse couvre l'ensemble de la province de Kalimantan central.

## Ordinaires du diocèse

### Évêques
- Yulius Aloysius Husin, M.S.F. (1993-1994)
- Aloysius Maryadi Sutrisnaatmaka, M.S.F. (2001- )

## Source
Catholic-Hierarchy